# Setophaga palmarum
Setophaga palmarum là một loài chim trong họ Parulidae.